# Stipa austroaltaica
Stipa austroaltaica är en gräsart som beskrevs av Kotukhov. Stipa austroaltaica ingår i släktet fjädergrässläktet, och familjen gräs. Inga underarter finns listade i Catalogue of Life.